# Gavotte de Vestris

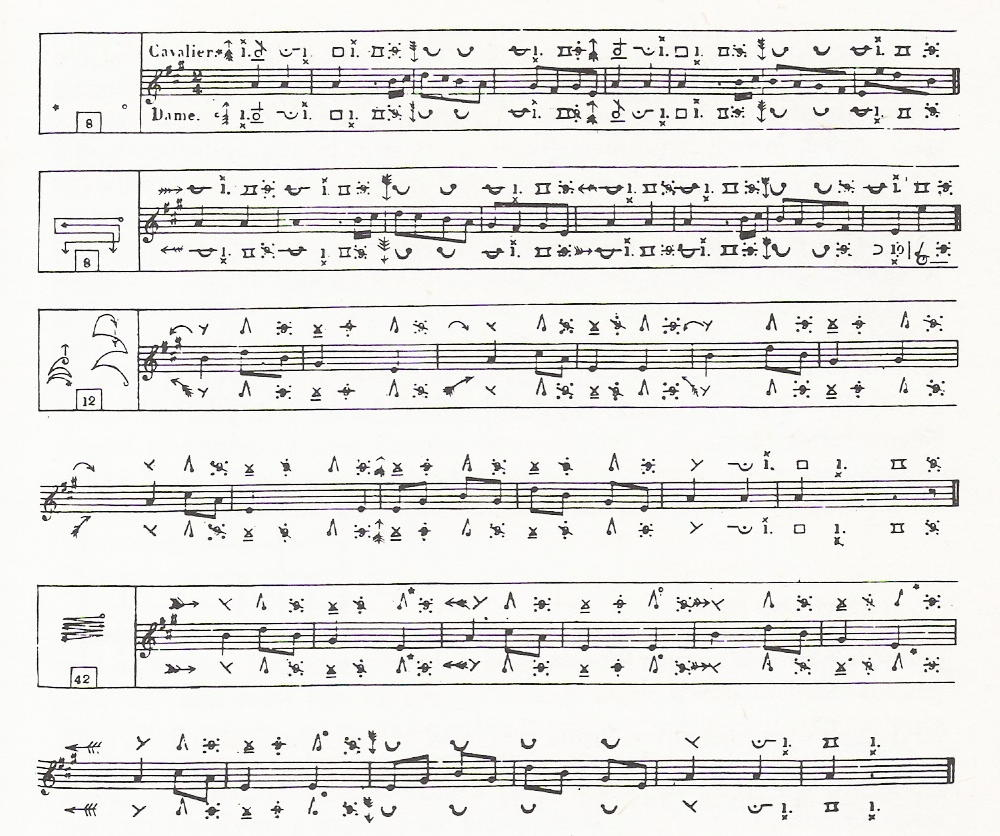
La Gavotte de Vestris notée par Théleur (Londres 1831).

La gavotte de Vestris est une gavotte interprétée pour la première fois par Auguste Vestris le 25 janvier 1785.
Le chorégraphe Maximilien Gardel avait composé pour Vestris une danse brillante dans un passage de l'opéra-comique de Grétry Panurge dans l'île des lanternes. Cette danse, assez éloignée de la gavotte traditionnelle, remporta un succès si éclatant qu'elle ne fut plus connue que sous le nom de gavotte de Vestris.
En 1831, le danseur anglais Théleur, inventeur d'un système de notation de la danse, la transcrit et l'immortalise. On a ainsi pu reconstituer au XXe siècle la version originale et la remonter pour la scène.
Durant le XIXe siècle, la gavotte de Vestris a été introduite dans les bals et même dans le répertoire militaire, devenant une épreuve obligatoire pour obtenir le brevet de « prévôt de danse ».